# Córka d’Artagnana
Córka d’Artagnana (fr. La fille de d’Artagnan) – francuski film płaszcza i szpady z 1994 roku w reżyserii Bertranda Taverniera. Scenariusz, oparty na pomyśle Riccardo Fredy i Erica Poindrona, autorstwa Jeana Cosmosa, Michela Lévianta i Bertranda Taverniera, luźno nawiązuje do cyklu powieściowego Alexandre’a Dumasa (ojca). W rolę tytułowej córki d’Artagnana wcieliła się Sophie Marceau.

## Produkcja
Zdjęcia kręcono na terenie Francji i Portugalii w następujących lokacjach:
- departament Dordogne (Sarlat-la-Canéda, zamki Biron i Beynac),
- departament Yvelines (zamek w Maisons-Laffitte),
- departament Sekwana i Marna (pałac Vaux-le-Vicomte w Maincy),
- Portugalia (pałac w Mafrze).

## Obsada
- Sophie Marceau – Eloïse d’Artagnan
- Philippe Noiret – D’Artagnan
- Claude Rich – Książę de Crassac
- Sami Frey – Aramis
- Jean-Luc Bideau – Atos
- Raoul Billerey – Portos
- Charlotte Kady – Eglantine de Rochefort
- Nils Tavernier – Quentin la Misère
- Gigi Proietti (wymieniony w czołówce jako Luigi Proietti) – Mazarin

## Wersja polska
Opracowanie: Start International Polska

Reżyseria: Ewa Złotowska i Joanna Wizmur

Dialogi: Maria Etienne

Dźwięk i montaż: Jacek Kacperek

Kierownik produkcji: Bogumiła Adler

Udział wzięli:
- D’Artagnan – Janusz Gajos

i inni

## Opinie o filmie
- Kultura (dodatek do Dziennika Polska-Europa-Świat)[1]

Próba reanimacji kina płaszcza i szpady uwieńczona połowicznym sukcesem głównie dzięki brawurowej kreacji Sophie Marceau.